# Keyence
Keyence (キーエンス, Kīensu) è una compagnia giapponese che sviluppa e produce sensori, sistemi di visione, lettori di codici a barre, marcatori laser, strumenti di misura e microscopi digitali.
Keyence non ha fabbriche proprie: è specializzato esclusivamente nella pianificazione e sviluppo del prodotto e non produce i prodotti finali. I prodotti Keyence sono realizzati presso aziende di produzione conto terzi.
Il suo fondatore Takemitsu Takizaki con un patrimonio personale di 17,4 miliardi di dollari è al 47º posto nella lista delle persone più ricche del mondo secondo Forbes 2020, ed è il secondo giapponese più ricco.

## Prodotti
Keyence produce un'ampia gamma di prodotti, dal sensore fotoelettrico e dai sensori di prossimità, agli strumenti di misura per linee di ispezione, ai microscopi ad alta precisione utilizzati negli istituti di ricerca. I prodotti vengono spediti dai magazzini Keyence in Giappone, Stati Uniti, Regno Unito, Canada, Germania, Italia, Francia, Thailandia, Malesia, Singapore e Corea del Sud.
La gamma di prodotti Keyence fa parte dei processi di produzione e ricerca in una varietà di settori, tra cui quello dell'elettronica, dei semiconduttori, automobilistico, alimentare e dell'imballaggio, della biotecnologia e farmaceutico.